# Guillem Moragues i Rullan
Guillem Moragues i Rullan (Petra, Mallorca, 1771 — Barcelona, 1836) fou un jurista i polític mallorquí. Fou Oïdor de l'Audiència de Mallorca de 1796 a 1824, i el 1797 fou soci de la Societat Econòmica d'Amics del País de Mallorca. Fou elegit diputat a les Corts de Cadis per la Junta Superior d'Observació i Defensa de Palma de Mallorca el 17 de febrer de 1811. D'ideologia liberal moderada, formà part de la comissió de Justícia i de la comissió destinada a l'examen de la Memòria de l'encarregat del Ministeri d'Hisenda d'Índies. També formà part del Tribunal de les Corts per renúncia d'altres diputats. Fou un dels signants de la Constitució espanyola de 1812.
Fou novament diputat a les Corts Espanyoles de 1820-1821. Durant el trienni liberal fou magistrat de l'Audiència de Mallorca. Quan retornaren els absolutistes es va retirar de la política, però durant la regència de Maria Cristina fou nomenat sotsdelegat del Ministeri de Foment (1833) i governador civil de les Illes Balears (1834-1835). Aprofità el càrrec per a impulsar les comunicacions entre les illes i la creació de l'Institut Balear.